# Mettäjärvi (Jukkasjärvi socken, Lappland, 756192-174379)
Mettäjärvi är en sjö i Kiruna kommun i Lappland och ingår i Torneälvens huvudavrinningsområde. Sjön har en area på 0,0507 kvadratkilometer och ligger 372 meter över havet.

## Delavrinningsområde
Mettäjärvi ingår i det delavrinningsområde (756279-174762) som SMHI kallar för Ovan VDRID = Kesasjoki i Lainioälvens vattendrags*. Medelhöjden är 384 meter över havet och ytan är 49,09 kvadratkilometer. Räknas de 221 avrinningsområdena uppströms in blir den ackumulerade arean 3 416,33 kvadratkilometer. Lainioälven som avvattnar avrinningsområdet har biflödesordning 2, vilket innebär att vattnet flödar genom totalt 2 vattendrag innan det når havet efter 366 kilometer. Avrinningsområdet består mestadels av skog (39 procent) och sankmarker (46 procent). Avrinningsområdet har 2,31 kvadratkilometer vattenytor vilket ger det en sjöprocent på 4,7 procent. Bebyggelsen i området täcker en yta av 1,08 kvadratkilometer eller 2 procent av avrinningsområdet.